# Пифей
Пифе́й (Пите́ас; греч. Πυθέας; около 380 до н. э. — около 310 до н. э.) — древнегреческий купец, мореплаватель, географ, происходивший из западносредиземноморской колонии Массалия (современный Марсель).
Пифей около 325 года до н. э. совершил путешествие вдоль берегов Северной Европы. Книга Пифея «Об океане» с описанием его путешествия до наших дней не дошла, однако на неё ссылаются Страбон, Плиний Старший, Полибий и другие античные авторы, зачастую — чтобы опровергнуть его данные. Античные историки называли его лжецом и фантазёром.
Пифей плавал вокруг Британии, а также вдоль побережья Балтийского моря, где добывали янтарь. Британию он описал как треугольный остров и посчитал размеры его сторон (преувеличив их, но пропорции были верны). Достиг легендарной земли Туле (по мнению ученых Исландии, Северной Норвегии или Гренландии). Считается первым известным полярным путешественником, а также единственным жителем Средиземноморья за весь древний период, проникшим далеко за 60° северной широты. Также он был первым греком, описавшим полярный день, полярное сияние и вечные льды («Нет здесь более земли, моря или воздуха, а вместо них смесь всего этого, похожая на морское легкое»). Споры вокруг острова Туле, находящегося за полярным кругом (по описанию Пифея, полярный день там длится целый месяц), не утихали много веков.

## Память
- В 1935 году Международный астрономический союз присвоил имя Пифея кратеру на видимой стороне Луны.
- Пифей является главным героем романа Фердинана Лаллемана «Пифей. Бортовой дневник античного мореплавателя» (1956).